# Fabián O'Neill
Fabián Alberto O'Neill Dominguez (Paso de Los Toros, 14 de outubro de 1973 – Montevidéu, 25 de dezembro de 2022) foi um futebolista uruguaio que jogou por Nacional, Juventus, Perugia, Cagliari e voltou ao Nacional.

## Carreira
De origem irlandesa, O'Neill atuou entre 1992 e 2003, por Nacional, Cagliari, Juventus e Perugia. Com o clube uruguaio, conquistou o campeonato nacional em 1992.
Perseguido pelas lesões, O'Neill encerrou sua carreira prematuramente em 2003, pouco antes de completar trinta anos.
Em entrevista em julho de 2013, revelou que participou de pelo menos duas partidas onde o resultado foi manipulado, quando jogava no Campeonato Italiano de Futebol - Série A.

### Seleção
Com a Seleção Uruguaia, El Mago (como era conhecido) disputou dezenove partidas e marcou dois gols. Esteve na Copa América de 1993 e na Copa de 2002, onde nem chegou a atuar.

## Morte
O'Neill morreu em 25 de dezembro de 2022 depois de ficar internado desde o dia anterior na Médica Uruguaya, em Montevidéu, com hemorragia gastrointestinal devido à hepatopatia crônica.